# Turtle Jump
Turtle Jump è un videogioco pubblicato nel 1984 per Commodore 64, con uno scenario insolito dove si controlla una formica gigante che viaggia tra le isole saltando sul dorso di tartarughe marine.
Venne realizzato da due programmatori svedesi per la Tial Trading di Älmhult e pubblicato in licenza dalla Romik Software, azienda britannica di Slough che produsse diversi titoli poco noti per home computer nella prima metà degli anni '80.
Le valutazioni del gioco sulla stampa britannica furono medie.

## Modalità di gioco
La formica gigante Ekim è stata addestrata dai pirati a raccogliere tesori. Il gioco si svolge in un gruppo di isolette caraibiche con visuale dall'alto fissa. La formica può camminare e fare salti di lunghezza regolabile in tutte le direzioni, cambiando anche direzione in volo. La lunghezza dipende da quanto si tiene premuto il pulsante; è necessaria precisione di movimento e attenzione alla distanza massima raggiungibile. Se la formica cade in acqua perde una vita, perciò per passare da un'isola all'altra deve sfruttare gli oggetti galleggianti, saltando sopra di essi.
Diverse tartatughe nuotano continuamente in maniera erratica e si può saltare sul loro dorso. Tuttavia, anche quando si trova sopra una tartaruga, la formica non viene automaticamente trasportata, ma il giocatore deve continuare a muoverla con il joystick seguendo gli spostamenti della tartaruga, altrimenti viene lasciata indietro e cade in acqua.
Ci sono anche altri oggetti transitabili, in posizione fissa: tronchi, isolotti molto piccoli che si immergono e riemergono periodicamente, e una nave.
Occasionalmente passa un coccodrillo che costringe tutte le tartarughe a immergersi temporaneamente, annegando la formica se si trova sopra.
L'obiettivo è raggiungere il baule del tesoro che si trova su una delle isole, raccogliere il contenuto e tornare a depositarlo all'isola di partenza, e così via. Periodicamente il baule si chiude, schiacciando la formica se si fa trovare in mezzo. A ogni viaggio, più tempo si riesce a stare dentro il baule prima che si chiuda, più tesoro e punteggio si raccoglie.
La formica ha anche una barra di energia che cala col tempo, fino all'eventuale perdita di una vita, e può essere ricaricata raccogliendo i frutti bonus che compaiono sulle altre isole.